# Цар на маскировката
„Цар на маскировката“ (на английски: The Master of Disguise) е приключенска комедия от 2002 г. на Пери Анделин Блейк в режисьорския си дебют, по сценарий на Дейна Карви и Харис Голдбърг, с участието на Карви, Брент Спайнър, Дженифър Еспозито, Харолд Гулд и Джеймс Бролин.